# گوکچه‌باغ (مرزیفون)
گوکچه‌باغ (به ترکی استانبولی: Gökçebağ) یک منطقهٔ مسکونی در ترکیه است که در مرزیفون واقع شده‌است.